# Typhlodaphne corpulenta
Typhlodaphne corpulenta é uma espécie de gastrópode do gênero Typhlodaphne, pertencente a família Borsoniidae.